# Ramón Sánchez Ocaña
Ramón Sánchez Ocaña (Oviedo, Asturias, 17 de mayo de 1942) es un presentador de televisión español.

## Biografía
Tras licenciarse en Periodismo y cursar estudios de Filosofía y Letras, comenzó a trabajar en el diario La Voz de Asturias para posteriormente publicar en La Nueva España e Informaciones.
En 1971 ingresa en Televisión Española. En una primera etapa se integra en los servicios informativos y presenta el programa 24 horas (1971-1972). Entre 1972 y 1975 continúa en informativos, presentando el Telediario. No obstante, su trayectoria periodística se inclina pronto hacia los espacios de divulgación científica y médica, primero en Horizontes (1977-1979)  y desde 1979 en el famoso Más vale prevenir, el cual se mantiene ocho años en antena con una enorme aceptación del público, lo que le convierte en un personaje muy popular en la España de la época. 
Tras presentar en la cadena pública otros dos programas divulgativos, Diccionario de la salud (1988) e Hijos del frío (1991), es fichado por Telecinco para colaborar primero en el espacio Las mañanas de Tele 5 (1993), con Laura Valenzuela y José María Íñigo, y posteriormente en Informativos Telecinco hasta 1994.
Durante los años 2006 y 2009 colaboró en el programa de Telecinco El buscador de historias, compaginándolo con  apariciones semanales en Canal Sur dentro del espacio de salud del programa Mira la vida, presentado por Rafael Cremades.
Además de colaborar en revistas como Diez minutos o Mi Pediatra, ha escrito varios libros divulgativos sobre temas de salud como El libro de la cirugía estética, Los hijos del frío, Diario de una dieta, Ante el SIDA, La nutrición a su alcance y Guía de la alimentación.
Entre septiembre de 2008 y 2010 colabora en el programa Queremos hablar de Punto Radio, presentado por Ana García Lozano. Con esta misma periodista colaboró en 2013 en el espacio de televisión Tenemos que hablar. En 2019 entró en el consejo editorial del diario digital 65ymas.com, en el que colabora actualmente.